# Central Hockey League 2005/06
Die Saison 2005/06 war die 14. reguläre Saison der Central Hockey League. Die 15 Teams absolvierten in der regulären Saison je 64 Begegnungen. Die Central Hockey League wurde in vier Divisions ausgespielt. Das punktbeste Team der regulären Saison waren die Colorado Eagles, während die Laredo Bucks in den Play-offs zum zweiten Mal den Ray Miron President’s Cup gewannen. 

## Teamänderungen
Folgende Änderungen wurden vor Beginn der Saison vorgenommen:
- Die San Angelo Saints stellten den Spielbetrieb ein.
- Die Topeka Tarantulas stellten den Spielbetrieb ein.
- Die New Mexico Scorpions wurden inaktiv.
- Die Youngstown Steelhounds wurden als Expansionsteam in die Liga aufgenommen.

## Reguläre Saison

### Abschlusstabellen
Abkürzungen: GP = Spiele, W = Siege, L = Niederlagen, T = Unentschieden, OTL = Niederlage nach Overtime, GF = Erzielte Tore, GA = Gegentore, Pts = Punkte
| Northeast Division         | GP | W  | L  | OTL | SOL | GF  | GA  | Pts |
| -------------------------- | -- | -- | -- | --- | --- | --- | --- | --- |
| Bossier-Shreveport Mudbugs | 64 | 41 | 15 | 1   | 7   | 223 | 170 | 90  |
| Youngstown Steelhounds     | 64 | 24 | 35 | 2   | 3   | 208 | 235 | 53  |
| Memphis RiverKings         | 64 | 22 | 37 | 4   | 1   | 207 | 254 | 49  |
| Fort Worth Brahmas         | 64 | 17 | 39 | 7   | 1   | 156 | 244 | 42  |

| Northwest Division    | GP | W  | L  | OTL | SOL | GF  | GA  | Pts |
| --------------------- | -- | -- | -- | --- | --- | --- | --- | --- |
| Colorado Eagles       | 64 | 44 | 14 | 0   | 6   | 241 | 183 | 94  |
| Wichita Thunder       | 64 | 38 | 18 | 4   | 4   | 233 | 200 | 84  |
| Oklahoma City Blazers | 64 | 35 | 24 | 3   | 2   | 233 | 215 | 75  |
| Tulsa Oilers          | 64 | 29 | 28 | 4   | 3   | 209 | 227 | 65  |

| Southeast Division            | GP | W  | L  | OTL | SOL | GF  | GA  | Pts |
| ----------------------------- | -- | -- | -- | --- | --- | --- | --- | --- |
| Laredo Bucks                  | 64 | 43 | 15 | 2   | 4   | 237 | 156 | 92  |
| Rio Grande Valley Killer Bees | 64 | 33 | 25 | 3   | 3   | 204 | 183 | 72  |
| Austin Ice Bats               | 64 | 34 | 27 | 1   | 2   | 193 | 213 | 71  |
| Corpus Christi Rayz           | 64 | 22 | 36 | 3   | 3   | 149 | 212 | 50  |

| Southwest Division   | GP | W  | L  | OTL | SOL | GF  | GA  | Pts |
| -------------------- | -- | -- | -- | --- | --- | --- | --- | --- |
| Odessa Jackalopes    | 64 | 36 | 22 | 3   | 3   | 217 | 197 | 78  |
| Amarillo Gorillas    | 64 | 35 | 26 | 0   | 3   | 207 | 203 | 73  |
| Lubbock Cotton Kings | 64 | 27 | 31 | 1   | 5   | 179 | 204 | 60  |

## Ray-Miron-President’s-Cup-Playoffs
| Ray-Miron-Cup-Viertelfinale | Ray-Miron-Cup-Viertelfinale   | Ray-Miron-Cup-Viertelfinale |     |                            | Ray-Miron-Cup-Halbfinale | Ray-Miron-Cup-Halbfinale | Ray-Miron-Cup-Halbfinale |  |  | Ray-Miron-Cup-Finale | Ray-Miron-Cup-Finale | Ray-Miron-Cup-Finale |
|                             |                               |                             |     |                            |                          |                          |                          |  |  |                      |                      |                      |
| NE1                         | Bossier-Shreveport Mudbugs    | 4                           |     |                            |                          |                          |                          |  |  |                      |                      |                      |
| NW2                         | Wichita Thunder               | 1                           |     |                            |                          |                          |                          |  |  |                      |                      |                      |
| NW2                         | Wichita Thunder               | 1                           | NE1 | Bossier-Shreveport Mudbugs | 4                        |                          |                          |  |  |                      |                      |                      |
|                             |                               |                             | NE1 | Bossier-Shreveport Mudbugs | 4                        |                          |                          |  |  |                      |                      |                      |
|                             | NW1                           | Colorado Eagles             | 1   |                            |                          |                          |                          |  |  |                      |                      |                      |
| NW1                         | NW1                           | Colorado Eagles             | 1   | Colorado Eagles            | 4                        |                          |                          |  |  |                      |                      |                      |
| NW1                         |                               |                             |     | Colorado Eagles            | 4                        |                          |                          |  |  |                      |                      |                      |
| NW3                         | Oklahoma City Blazers         | 3                           |     |                            |                          |                          |                          |  |  |                      |                      |                      |
| NW3                         | Oklahoma City Blazers         | 3                           | NE1 | Bossier-Shreveport Mudbugs | 1                        |                          |                          |  |  |                      |                      |                      |
|                             |                               |                             |     | Bossier-Shreveport Mudbugs | 1                        |                          |                          |  |  |                      |                      |                      |
|                             | SE1                           | Laredo Bucks                | 4   |                            |                          |                          |                          |  |  |                      |                      |                      |
| SE1                         | SE1                           | Laredo Bucks                | 4   | Laredo Bucks               | 4                        |                          |                          |  |  |                      |                      |                      |
| SE1                         |                               |                             |     | Laredo Bucks               | 4                        |                          |                          |  |  |                      |                      |                      |
| SE2                         | Rio Grande Valley Killer Bees | 2                           |     |                            |                          |                          |                          |  |  |                      |                      |                      |
| SE2                         | Rio Grande Valley Killer Bees | 2                           | SE1 | Laredo Bucks               | 4                        |                          |                          |  |  |                      |                      |                      |
|                             |                               |                             | SE1 | Laredo Bucks               | 4                        |                          |                          |  |  |                      |                      |                      |
|                             | SW1                           | Odessa Jackalopes           | 1   |                            |                          |                          |                          |  |  |                      |                      |                      |
| SW1                         | SW1                           | Odessa Jackalopes           | 1   | Odessa Jackalopes          | 4                        |                          |                          |  |  |                      |                      |                      |
| SW1                         |                               |                             |     | Odessa Jackalopes          | 4                        |                          |                          |  |  |                      |                      |                      |
| SW2                         | Amarillo Gorillas             | 2                           |     |                            |                          |                          |                          |  |  |                      |                      |                      |

## Vergebene Trophäen
| Auszeichnung                                                          | Spieler         | Team                       |
| --------------------------------------------------------------------- | --------------- | -------------------------- |
| Commissioner’s Trophy Bester Trainer                                  | Terry Ruskowski | Laredo Bucks               |
| Most Valuable Player Bester Spieler der regulären Saison              | Derek Hahn      | Amarillo Gorillas          |
| Playoff Most Valuable Player Bester Spieler der Playoffs              | Jeff Bes        | Laredo Bucks               |
| Rookie of the Year Bester Rookie der regulären Saison                 | Jim Dahl        | Tulsa Oilers               |
| Most Outstanding Defenseman Bester Verteidiger der regulären Saison   | Serge Dubé      | Laredo Bucks               |
| Most Outstanding Goaltender Bester Torhüter der regulären Saison      | Ken Carroll     | Bossier-Shreveport Mudbugs |
| Joe Burton Award Bester Scorer der regulären Saison                   | Derek Hahn      | Amarillo Gorillas          |
| Ray Miron President’s Cup Gewinner der Central-Hockey-League-Playoffs | Laredo Bucks    | Laredo Bucks               |
| Governors’ Cup Bestes Team der regulären Saison                       | Colorado Eagles | Colorado Eagles            |